# Søren Vejby
Søren Vejby (født 16. april 1974 i Roskilde) er en dansk skuespiller og forfatter.
Vejby er uddannet fra Statens Teaterskole i 2002. Søren Vejby er desuden yoga-instruktør.
Han er gift og har datteren Vigga Kamille samt sønnen Georg.

## Film
- Alle for én (2011)
- Team Albert (2018)

### Tv-serier
- Ørnen (2004)
- Anna Pihl (2006-2007)
- Forbrydelsen (2007)
- Sommer (2008)
- Livvagterne (2009)
- Min fars krig (2020)

### Dokumentarer
- Kokainens Pris, DR (2015)